# Sint-Amanduskerk (Zwevegem)

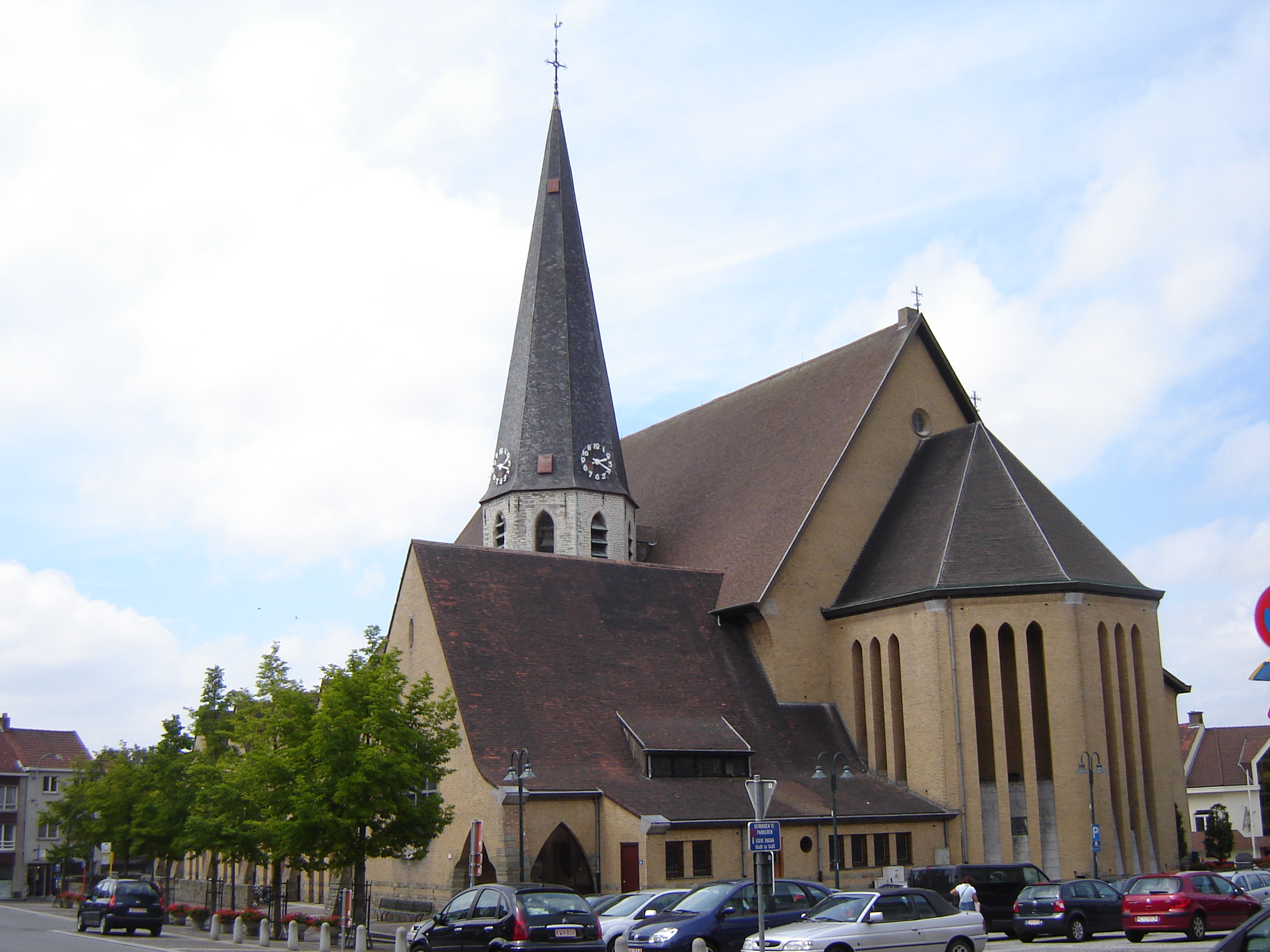
Sint-Amanduskerk

De Sint-Amanduskerk is de kerk van de Sint-Amandusparochie in het centrum van het Belgische dorp Zwevegem. De kerk staat aan de westzijde van het Theophiel Toyeplein. Ten zuidoosten van de kerk staat een oorlogsmonument voor de militaire en burgerlijke slachtoffers, de vermisten en de politieke gevangenen van de Eerste en Tweede Wereldoorlog.

## Geschiedenis
Zwevegem behoorde tot 1801 tot het bisdom Doornik, daarna viel men kerkelijk onder het bisdom Gent en vanaf 1834 onder het bisdom van Brugge. Al vanaf de 12de eeuw stond er in Zwevegem een romaanse kerk. Deze kerk was driebeukig en had een recht gesloten koor. Van deze kerk resteert de onderbouw van de toren. In de 16de eeuw werd de kerk, met uitzondering van de toren, vervangen door een gotische hallenkerk. In de 18de eeuw kende Zwevegem een verhoogde bouwactiviteit. In 1776 werd de kerk met drie traveeën verlengd. Ook het oude oostkoor werd vervangen door een westkoor. Deze uitbreiding gebeurde onder de leiding van Josse Steyt. In 1875 werd de kerk nog eens vergroot door de bouw van een nieuwe sacristie en de verlenging van de zuidoostzijde van de kerk. In 1937 werd deze kerk, wederom met uitzondering van de toren, vervangen door een nieuw gebouw, ontworpen door de Nederlandse architect Alphons Boosten.Sinds 19 maart 2017 behoort de Sint-Amanduskerk tot de pastorale  eenheid Maria-Magdalena Zwevegem. De aanstellingsviering werd voorgegaan door Lode Aerts, bisschop van Brugge. 

## Exterieur
De parochiekerk wordt gekenmerkt door de gotisch geïnspireerde vormentaal. De toren en de torenvoet zijn duidelijk anders dan het overige deel van de kerk. Dit komt doordat deze nog van een oudere kerk dateren. De romaanse torenvoet bestaat uit Doornikse steen en is het oudste deel van de kerk. De grote arduinen ingangstrap leidt naar het portaal (spitsbogige deur) van de kerk. Het nieuwere deel van de kerk bestaat uit gele bakstenen met een leipannen dak. Indeling: Brede middenbeuk, smalle zuidbeuk ingedeeld in verschillende zijkapellen, zuidelijk dwarsschip, een smalle noordelijke zijbeuk, een vijfzijdig koor en een westportaal. Op de toren staan 3 torenuurwerken.

## Interieur
Het interieur is beschilderd en bepleisterd. De midden- en zijbeuken worden onderverdeeld door spitsbogige scheibogen. De overwelving bestaat uit betonnen spitsbogen. Een keperboog scheidt het koor van de middenbeuk. De vloer bestaat uit cementtegels en een sokkel van geglazuurde baksteen.

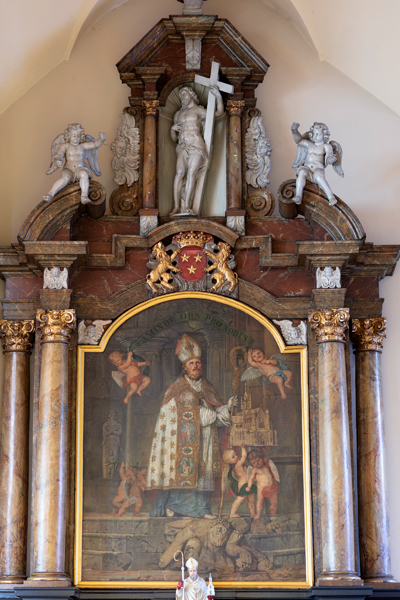
Zuidelijk portiekaltaar
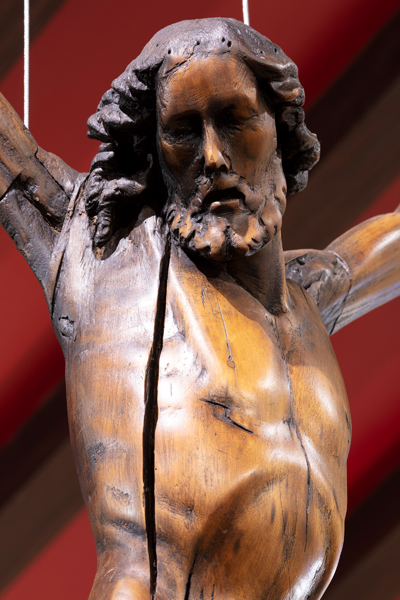
Kruisbeeld
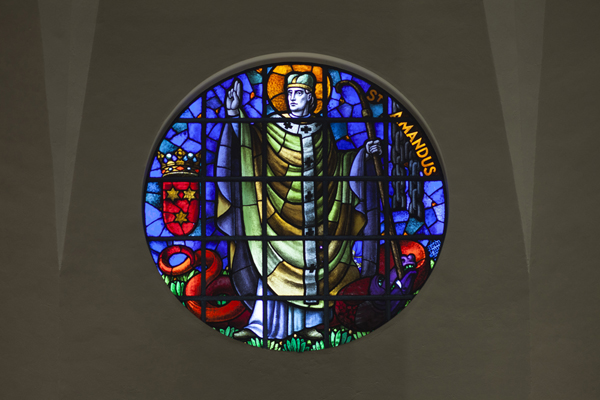
Glasraam van Jan Huet
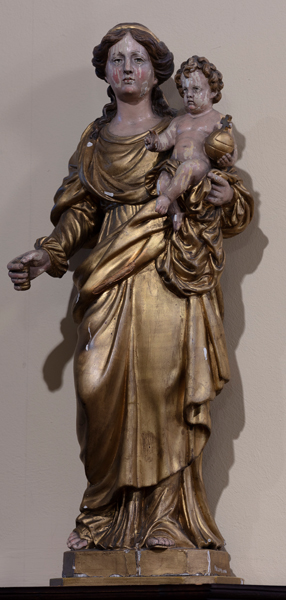
Madonna & kind
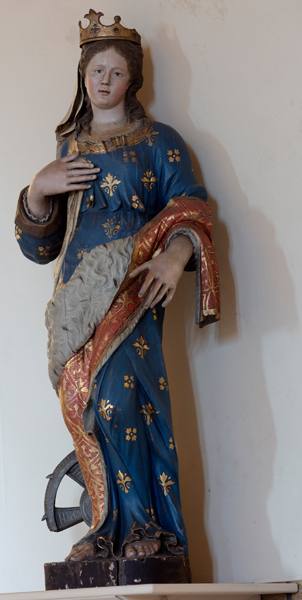
Heilige Catharina

### Meubilair
Eigentijdse biechtstoelen, altaar en cathedra geven de kerk een frisse uitstraling. De wijwatervaten zijn gemaakt uit marmer. In de zijkapellen vindt men een ingewerkte neogotische kruisweg (1905, Aloïs De Beule). Het zuidelijk zijaltaar is toegewijd aan Amandus. Het noordelijk zijaltaar is toegewijd aan Onze-Lieve-Vrouw. Beide altaren zijn volledig gemaakt uit gemarmerd hout. In de zijbeuk staan verschillende heiligenbeelden: Barbara, Catharina, Domenicus, Sint-Rochus en Sint-Elooi. In de weekkapel staat een oude eiken biechtstoel, gemaakt door Fransiscus Adins (1750).

### Glasramen
De glasramen zijn cirkelvormig, gemaakt door Jan Huet in 1938

### Orgel
Het orgel werd in 1887 volledig omgebouwd door orgelbouwer Charles Anneessens en werd geschonken door pastoor C.V. Rogez. Honderd jaar later, in 1987, kende het orgel opnieuw een totale ombouw door orgelbouwer Bruggeman met hergebruik van heel wat materiaal van het oude orgel.